# Aquilegia vicaria
Aquilegia vicaria là một loài thực vật có hoa trong họ Mao lương. Loài này được Nevski mô tả khoa học đầu tiên năm 1937.